# Проскурино (Оренбургская область)
Проскурино — село в Бузулукском районе Оренбургской области России. Административный центр муниципального образования сельского поселения Проскуринский сельсовет. Расположено на берегу реки Домашка. Численность населения — 662 человек.

## География
Село находится в западной части региона и района, в пределах возвышенности Общий Сырт, в степной зоне, на берегах реки Домашка, на расстоянии примерно 28 километров (по прямой) от города Бузулука.
Абсолютная высота — 120 метров над уровнем моря.
Климат
Климат характеризуется как резко континентальный с морозной суровой зимой и жарким сухим летом. Среднегодовая температура составляет 4 °C. Средняя температура воздуха самого тёплого месяца (июля) — 21,9 °C; самого холодного (января) — −14,8 °C (абсолютный минимум — −43 °C). Безморозный период длится в течение 142 дней в году. Среднегодовое количество атмосферных осадков составляет 393 мм.

## Палеонтология
В отложениях раннего триасового периода (нижнеоленёкский подъярус) села Проскурино найдены ископаемые образцы темноспондильных амфибий Benthosuchus и, возможно, Tupilakosaurus.

## Топоним
Село имеет два исторических названия. Первое — Мясковка — носит фамилию помещика Мяскова, основателя села. Второе — Денисовка — по имени следующего владельца Александра Минеевича Денисова. Современное название также по фамилии владельца (с 1890 г.) — помещика Проскурина.

## История
Местность возле села была заселена с античных времён. В середине 1960-х годов Южно-Уральской экспедицией Института Археологии Академии Наук СССР, между селами Проскурино и Липовка были произведены раскопки курганного могильника «Шиханы», в котором найдены останки погребений савроматских воинов, отнесенных к 6-5 векам до н. э.
Основано как деревня в 1799 году помещиком Мясковым и называлось Мясковка.
Поселенцами были крестьяне из Харьковской, Воронежской и Курской губерний.
В 1850 году построена церковь во имя Архистратига Божьего Михаила.

## Население
| 2003 | 2010 |
| ---- | ---- |
| 843  | ↘662 |

На 01.01.2003 года в селе проживало 843 человека, было 319 хозяйств.
Национальный состав
Согласно результатам переписи 2002 года, в национальной структуре населения
русские составляли 96 % из 792 чел..

## Инфраструктура
Администрация поселения.

## Транспорт
Доступна автотранспортом. Три остановки общественного транспорта.